# 心潮 (郭峰专辑)
《心潮》是中国音乐人郭峰的首张录音室专辑。专辑于1984年由天津音像公司发行，共收录十二首作品。该专辑是中国历史上第一张由一人包办作曲、作词、编曲、演唱、编曲和演奏的音乐专辑。
该专辑中首次发表了郭峰的代表作之一，也是日后成为韦唯成名作的“让我再看你一眼”。该歌曲在专辑发行后先后被朱桦（收录于1985年专辑《星新星》）、田震（收录于1986年专辑《真诚与爱》）、韦唯（收录于1999年专辑《奉献》）等多位歌手演唱。1986年，在中国中央电视台举办的第二届“全国青年歌手电视大奖赛”上，韦唯凭借演唱“让我再看你一眼”获专业组通俗唱法二等奖，自此这首歌在中国国内广为流行。

## 唱片曲目
| 曲目 | 歌名           | 演唱 | 作曲 | 作词 |
| ---- | -------------- | ---- | ---- | ---- |
| A-01 | 心潮           | 郭峰 | 郭峰 | 郭峰 |
| A-02 | 我和你         | 郭峰 | 郭峰 | 郭峰 |
| A-03 | 只有自己才知道 | 郭峰 | 郭峰 | 郭峰 |
| A-04 | 为何           | 郭峰 | 郭峰 | 郭峰 |
| A-05 | 让我再看你一眼 | 郭峰 | 郭峰 | 郭峰 |
| A-06 | 好似           | 郭峰 | 郭峰 | 郭峰 |
| B-01 | 新 旧 新       | 郭峰 | 郭峰 | 郭峰 |
| B-02 | 心             | 郭峰 | 郭峰 | 郭峰 |
| B-03 | 父母的烦恼     | 郭峰 | 郭峰 | 郭峰 |
| B-04 | 去吧，我的孩子 | 郭峰 | 郭峰 | 郭峰 |
| B-05 | 爱的波折       | 郭峰 | 郭峰 | 郭峰 |
| B-06 | 印             | 郭峰 | 郭峰 | 郭峰 |

*曲目信息来源于实体唱片卡带。

## 相关

### 其他演唱版本
- 专辑中曲目《让我再看你一眼》先后被朱桦（收录于1985年专辑《星新星》）、田震（收录于1986年专辑《真诚与爱》）、韦唯（收录于1999年专辑《奉献》）等多位歌手演唱[9][10]。

### 获奖
- 1986年，在中国中央电视台举办的第二届“全国青年歌手电视大奖赛”上，韦唯凭借演唱“让我再看你一眼”获专业组通俗唱法二等奖[10][11][12]。